# Manderson (Wyoming)
Pour les articles homonymes, voir Manderson.
Manderson est une municipalité américaine située dans le comté de Big Horn au Wyoming.

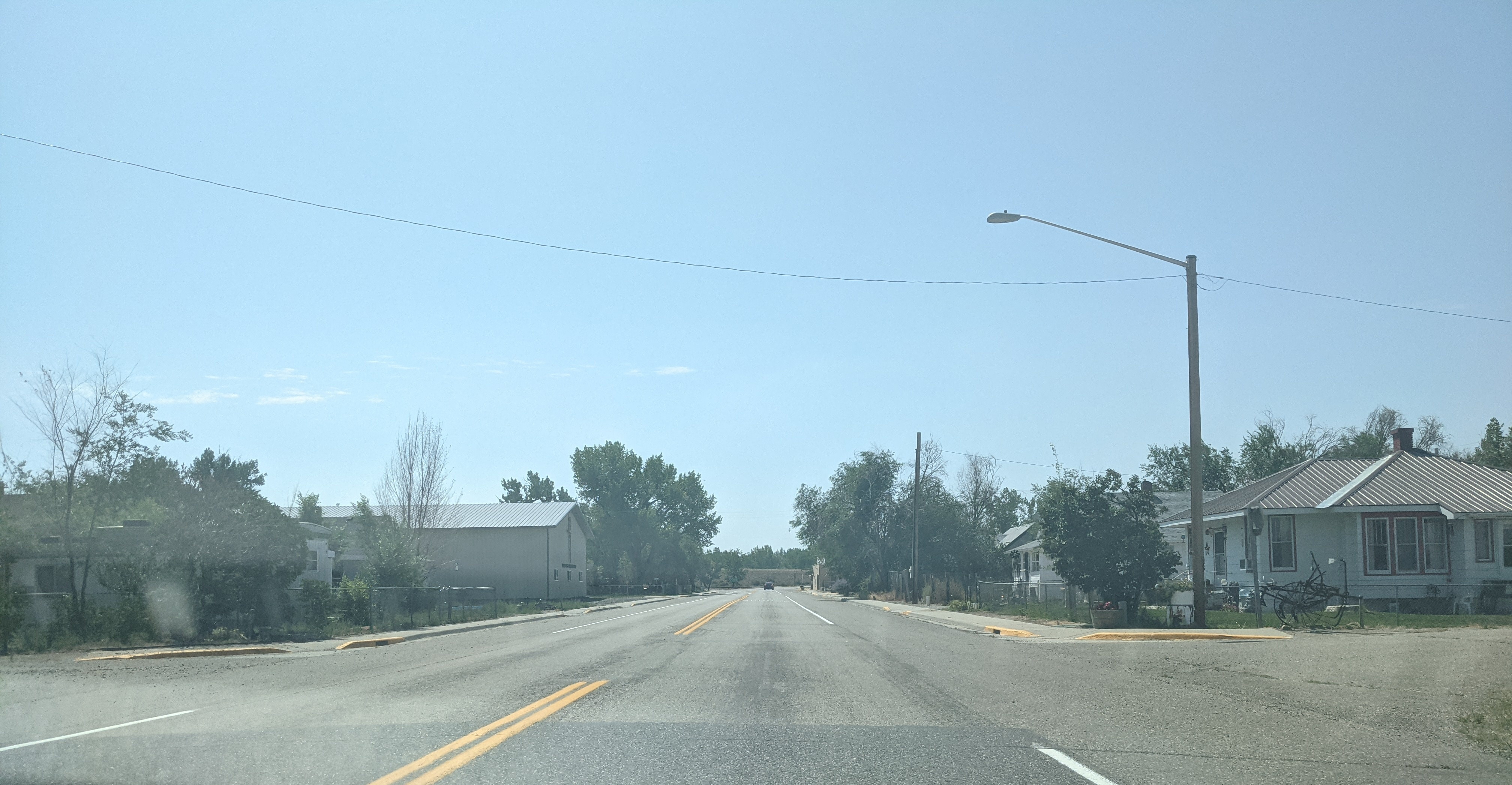
Vue vers le bas de l'autoroute 31 à Manderson, Wyoming

Lors du recensement de 2010, sa population est de 114 habitants. La municipalité s'étend sur 0,90 milles carrés (2,33 km2).
D'abord appelée Alamo, la localité est renommée en 1889 en l'honneur de Charles F. Manderson (en) du Burlington Railroad,.